# Biserica de lemn din Sebiș, Bistrița-Năsăud
Vechea biserică greco-catolică din Sebiș se afla în satul cu același nume din comuna Șieuț, județul Bistrița-Năsăud. Nu se cunoaste cu exactitate momentul în care biserica a fost demolată dar noua biserică a fost contruită la începutul secolului XX.

## Istoric și trăsături
Biserica de zid, greco-catolică, cu hramul "Înălțarea Domnului", construită în anul 1905 și sființită de către episcopul Iuliu Hossu în anul 1938, a înlocuit vechea biserică de lemn a satului. Din păcate nu s-au păstrat deosebit de multe informații despre aceasta.
Istoria parohiei din Sebiș amintește de părintele Marian Groze de loc din satul Râpa de Jos. În timpul păstoririi acestui preot, biserica de lemn ce se afla în grădina Ursului a fost renovată, tot atunci vechii biserici adăugându-se prispa și clopotnița.